# Dalheim
Dalheim é uma comuna do Luxemburgo, pertence ao distrito de Grevenmacher e ao cantão de Remich.

## Demografia
Dados do censo de 15 de fevereiro de 2001:
- população total: 1.706
  - homens: 847
  - mulheres: 859
- densidade: 89,88 hab./km²
- distribuição por nacionalidade:

| Nacionalidade  | População | %      |
| -------------- | --------- | ------ |
| luxemburgueses | 1.289     | 75,56% |
| estrangeiros   | 417       | 24,44% |
| - portugueses  | 148       | 8,68%  |
| - franceses    | 69        | 4,04%  |
| - italianos    | 41        | 2,40%  |
| - belgas       | 36        | 2,11%  |
| - alemães      | 48        | 2,81%  |
| - iuguslavos   | 10        | 0,59%  |
| - outros       | 65        | 3,81%  |

- Crescimento populacional:

| Ano        | População |
| ---------- | --------- |
| 15/02/2001 | 1.706     |
| 01/01/2002 | 1.734     |
| 01/01/2003 | 1.747     |
| 01/01/2004 | 1.804     |
| 01/01/2005 | 1.845     |